# ジェームス・チャンス
ジェームス・チャンス（James Chance、1953年4月20日 - 2024年6月18日）は、アメリカ出身のサクソフォーン奏者、作曲家、歌手、ピアニスト。ジェームス・ホワイト（James White）名義も使用。ティーンエイジ・ジーザス・アンド・ザ・ジャークスやジェームス・チャンス・アンド・ザ・コントーションズなどのバンドにおいて、ジャズ風の即興演奏やパンク・ロックを組み合わせた演奏を行い、1970年代のノー・ウェイヴにおける主要な人物として知られている。

## 経歴
ウィスコンシン州のミルウォーキー出身。ミシガン州立大学 (en)に入学し、その後ウィスコンシン音楽院 (en) に進学。しかし中途で退学し、1976年にニューヨークに移り住んだ。チャンスはそこでフリー・ジャズやノー・ウェイヴといった音楽シーンで活動。短い期間、デヴィッド・マレイのもとで学んだあと、チャンスは即興ジャズやファンクのリズムを混合させた音楽を演奏するバンド、ザ・コントーションズを結成。そのライブでは、チャンスは観客席に度々降りていき、客を散々殴りつけていたとされている。1978年には、ノー・ウェイヴのコンピレーション・アルバム『ノー・ニューヨーク』に、ザ・コントーションズのメンバーとして参加した。

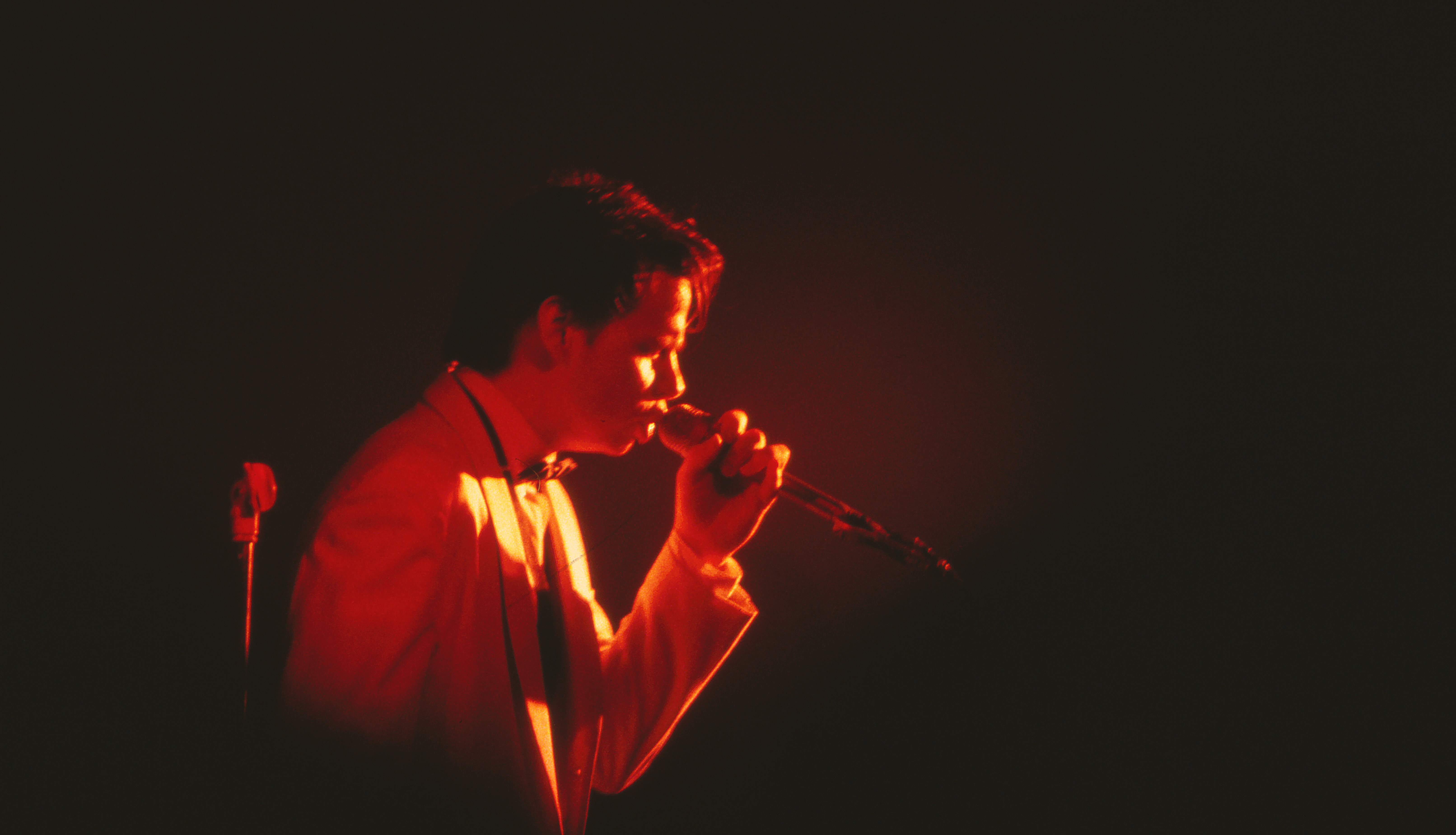
James White 1981, SO 36, Berlin.

チャンスとコントーションズのメンバーの間に生じた摩擦によって、1979年にコントーションズは解散。コントーションズ名義での唯一のアルバム『バイ』は、チャンスが新プロジェクト、ジェームス・ホワイト・アンド・ザ・ブラックスを開始したあとに発売された。チャンスのステージや共演ミュージシャンについては、愛人でもあったアニヤ・フィリップス (en、1981年にがんで死去)が最終的に決定していた。なお、ジェームス・ホワイト・アンド・ザ・ブラックス名義でリリースしたアルバム『Sax Maniac』は、フィリップスに献呈されている。
1983年にチャンスはパリに移住し、『James White Presents The Flaming Demonics』をリリース。しかし同じ頃に、チャンスのドラッグ問題が持ち上がり、表舞台から姿を消した。
2001年、チャンスはコントーションズのオリジナル・メンバーと同バンドを再結成し、再び活動を始めた。しかしベースのジョージ・スコットが1980年代にオーバードースで死去していたため、エリック・サンコが代わりに加入した。コントーションズの再結成は期間限定のものであったが、海外で人気の高い音楽フェスである All Tomorrow's Parties に2度参加。2003年には Tiger Style recordsからCD4枚組のBOXセット『Irresistible Impulse』が発売された。
またそれに加えて、2006年から、チャンスはフランスのミュージシャンたちと「ジェームス・チャンス・アンド・レ・コントルシオンズ」名義で活動、2007年4月から5月にかけてと、同年の10月にヨーロッパでライブを行った。
2024年6月18日、ニューヨークで死去。71歳没。

## ディスコグラフィ

### ジェームス・チャンス・アンド・ザ・コントーションズ
- 『バイ』 - Buy (1979年、ZE) ※コントーションズ名義
- 『ライヴ・イン・パリ1980』 - Paris 1980 Live Aux Bains Douches (1980年)
- Live in New York (1981年)
- 『ソウル・エクソシズム』 - Soul Exorcism (1991年)
- Lost Chance (1995年、ROIR)
- Molotov Cocktail Lounge (1996年、Enemy / Zebralution)
- Incorrigible! (2011年)
- The Flesh is Weak (2016年)

### ジェームス・ホワイト・アンド・ザ・ブラックス
- 『オフ・ホワイト』 - Off White (1979年、ZE-Buddah)
- Sax Maniac (1982年、Animal)
- 『メルト・ユアセルフ・ダウン』 - Melt Yourself Down (1986年、Selfish Records) ※日本限定

### ジェームス・チャンス・アンド・ピル・ファクトリー
- Theme from Grutzi Elvis (1979年、ZE) ※EP。ディエゴ・コルテスの映画『Grutzi Elvis』のテーマ。アート・リンゼイとのコラボレーション。

### ジェームス・ホワイツ・フレイミング・デモニックス
- 『フレイミング・デモニックス』 - James White Presents The Flaming Demonics (1983年、ZE)

### ジェームス・チャンス・アンド・ターミナル・シティ
- The Fix is In (2010年、decade 01 / Interbang)

### ソロ
- James Chance - Chance of A Lifetime: Live in Chicago 2003 (2005年、RUNT)

### 参加アルバム
- Various Artists : 『ノー・ニューヨーク』 - No New York (1978年) ※オムニバス。with コントーションズ。
- ブロンディ : 『ノー・エグジット』 - No Exit (1999年、Beyond Records) ※アルトサックスで参加。
- Downtown 81 (1981年) ※映画サウンドトラック
- Various Artists : Medium Cool (1991年) ※チェット・ベイカーのトリビュート盤。アレックス・チルトン、アデル・バーティ、エンジェル・トーセンらと参加[6]。
- Somewhere in the City (1998年)
- TV Party (2005年)
- Watchers : Rabble (2006年、Gern Blandsten)
- Watchers : Vampire Driver (2006年、Gern Blandsten)
- アコースティック・レディランド(en) : Skinny Grin (2006年)